# Augusto Zampini
Augusto Zampini-Davies (25 julho de 1969, Buenos Aires) é um sacerdote católico argentino. Estudou Direito na Universidade Católica Argentina, e trabalhou como advogado para bancos e empresas multinacionais. Em 2004, ele foi ordenado sacerdote. Após estudar Teologia Moral, obteve um mestrado em Desenvolvimento Internacional pela Universidade de Bath, um doutorado em Teologia pela Universidade de Roehampton em Londres e um pós-doutorado na Universidade de Cambridge.
Desde 2020, é Subsecretário do Dicasterio para o Serviço do Desenvolvimento Humano Integral do Vaticano, que é presidido pelo Cardeal Peter Turkson.
É também Secretário Anexo da Comissão Vaticana COVID-19, que o Papa Francisco instituiu o 20 de março de 2020, para propor soluções aos problemas sócio-económicos que a pandemia de coronavirus traria consigo.